# Donald Duck: Quack Attack
Donald Duck: Quack Attack (in Nordamerika auch bekannt als Donald Duck: Goin’ Quackers) ist ein Jump ’n’ Run aus dem Jahr 2000, entwickelt und veröffentlicht von Ubi Soft für verschiedene Konsolen und Windows-basierte Computer. Ein gleichnamiges 2D-Jump-’n’-Run wurde zunächst für den Game Boy Color, später dann mit dem Namen Donald Duck Advance für den Game Boy Advance veröffentlicht.
Die Kritiker lobten die Musik, die Hintergründe und die Animationen, bemängelten aber die kurze Spieldauer und die Ausrichtung des Spiels auf eine jüngere Zielgruppe.

## Spielprinzip
Quack Attacks Gameplay ist dem von Crash Bandicoot sehr ähnlich und hat als Ziel sich in 24 Leveln unterteilt in vier Welten zu bewegen. Die vier Welt-Themen sind der Entenberg, Entenhausen, Gundel Gaukeleys Reich und Merlocks Tempel. Donald Duck muss in den Levels verschiedene Feinde besiegen und Hindernissen ausweichen und am Ende jeden Warp-Raums einen Endgegner besiegen um einen Reflektor anzubringen. Es gibt auch Bonuslevels, in denen Donald Duck vor einem Bären, einem Lastwagen mit einem Panzerknacker, einer Geisterhand und einem Statuenkopf fliehen muss. In der Playstation-2- und der GameCube-Version flieht man nur vor einer Geisterhand. Der Blickwinkel der Level ändert sich zwischen 2D-Side-Scrolling-Ansicht und einer 3D-Perspektive. Im Verlauf des Spiels kann man abgeschlossene Level leicht verändert und auf Zeit spielen, um Gustavs Rekord zu schlagen und weitere Boni freizuschalten.
Die Gesundheit des Spielers wird durch Donalds Laune bestimmt, die sich durch das Sammeln bestimmter Items erhöht werden kann. Bei der ersten Berührung mit einem Gegner wird er für kurze Zeit wütend und schlägt wild um sich. Dabei ist Donald kurzzeitig unverwundbar. Bei einer zweiten Berührung verliert er ein Leben. Donald kann auch neue Outfits freischalten, die die Zwischensequenzen und Leerlaufanimationen verändern (z. B. kann Donald Fotos von einem Ort machen, wenn er wie ein Tourist gekleidet ist).

## Handlung
Quack Attack beginnt damit, dass Donald Duck, sein Vetter Gustav Gans und Daniel Düsentrieb einen Livebericht im Fernsehen von Reporterin Daisy Duck anschauen, in dem sie den mysteriösen Tempel des bösen Zauberers Merlock erforscht. Während sie berichtet, wird sie von Merlock entdeckt und entführt. Sofort macht sich Donalds Erzrivale Gustav auf, sie vor Donald zu finden, und benutzt voreilig Düsentriebs neueste Erfindung, den Teleporter. Die Maschine hat jedoch nicht genug Energie, um direkt zu Merlock zu gelangen. Donald muss sogenannte Reflektor-Antennen an bestimmten Stellen anbringen, um die Energie der Maschine zu erhöhen. Auf seinem Weg muss er Merlocks Zauber, der die Spielzeuge von Tick, Trick und Track verflucht hat, brechen, Gustavs Rekorde schlagen und mehrere Bosse besiegen, darunter die Panzerknacker und Gundel Gaukeley. Am Ende gelingt es Donald, Merlock ausfindig zu machen, ihn zu besiegen und Daisy zu retten. Dabei stürzt der Tempel ein, doch Düsentrieb schafft es, sie zurück in sein Labor zu teleportieren, wo Donald von Daisy einen Kuss für ihre Rettung bekommt.
Die deutsche Fassung enthält bekannte deutsche Sprecher wie Eberhard Prüter und Peter Krause.

## Entwicklung
Das Spiel wurde von Ubi Soft Montreal in Zusammenarbeit mit Disney Interactive als Hommage an den im Jahr 2000 verstorbenen Disney-Comiczeichner Carl Barks konzipiert. Mehrere Ubisoft-Studios entwickelten unterschiedliche Versionen für mehrere Konsolen. Diese Versionen unterscheiden sich durch ihre eigenen Level und Musik.

### Versionen
Ubi Soft Casablanca entwickelte eine Version für Windows, Dreamcast und Nintendo 64, die auf einer optimierten Rayman-2-Engine läuft und Musik von Daniel Masson enthält, während Ubi Soft Montreal die PlayStation-2-Version entwickelte, die später auch für den GameCube veröffentlicht wurde und Musik von Shawn K. Clement enthält. Beide Versionen enthalten auch völlig unterschiedliche Levels.
Die Playstation-Version wurde von Ubi Soft Shanghai entwickelt und enthält sowohl leicht angepasste Levels aus der Version von Ubi Soft Casablanca als auch eigene Levels.
Ein 2D-Plattformer für den Gameboy Color, der anstelle der 3D-Segmente nur in kompletten 2D-Leveln besteht, wurde von Ubi Soft Milan veröffentlicht und auf der gleichen Engine wie die Gameboy-Color-Version von Rayman 2 entwickelt. Diese Version bekam später ein Remake für den Game Boy Advance mit dem Namen Donald Duck Advance. Das Remake wurde von Ubisoft Schanghai entwickelt, die auch die PS1 Version entwickelten, und kam 2001 auf den Markt (15. November in Nordamerika und 16. November in Europa).
Die Versionen von Ubi Soft Casablanca zeichnen sich auch dadurch aus, dass es in Casablanca (Marokko) entwickelt wurde, was es zum ersten Konsolenvideospiel macht, das auf dem afrikanischen Kontinent entwickelt wurde.

## Musik
Zwei verschiedene Soundtracks wurden jeweils von den Komponisten Daniel Masson und Shawn K. Clement komponiert und eingespielt. Der Soundtrack für die PlayStation-, PlayStation-2- und GameCube-Versionen wurde von Shawn K. Clement komponiert, während die Musik der PC-, Dreamcast- und Nintendo-64-Versionen von Daniel Masson komponiert wurde. Die Gameboy-Color-Version enthält eine modifizierte, heruntergestufte Version der Komposition von Daniel Masson.
Die Nintendo-64-Version enthält eine Midi-adaptierte Version der PC- und Dreamcast-Version mit weniger, anderen Instrumenten sowie einem etwas anderen Stil, leichten Melodieunterschieden sowie einigen neuen Liedern. Allerdings wird die Musik in dieser Version vom Spiel fehlerhaft wiedergegeben und so werden viele Instrumente falsch oder gar nicht gespielt. Unter anderem ist die Musik aufgrund falscher Abtastraten in einer höheren Oktave.
Ein Reparatur-Patch von Fans wurde im Jahr 2024 veröffentlicht.